# ヘブンリー・ボディーズ (映画)
『ヘブンリー・ボディーズ』（原題: Heavenly Bodies）は、1984年に製作・公開されたカナダ・アメリカ合作映画。1983年にアメリカで公開された映画『フラッシュダンス』の影響を受け、長編のミュージック・ビデオであるような作品とも評された。究極の美と肉体を求めて躍進する女性たちの物語を描く。
日本では1984年に各地で『スパルタンＸ』と同時上映された。

## ストーリー
22歳の未婚の母であるサマンサは、会社を辞めて古びた倉庫を借りると、夢であったエアロビクスダンスの教室「ヘブンリー・ボディーズ」を開く。それから、エクササイズの全米1位を競う24時間耐久のコンテストに出て勝ち抜くために、サマンサをはじめとした教室の皆で日々レッスンに励んでいた。しかしサマンサは、財団をバックに持つライバルの教室の関係者から卑劣な妨害を受ける。

## キャスト
- サマンサ・ブレア - シンシア・デール（英語版）
- デビー・マーティン - ローラ・ヘンリー
- KC - パトリシア・アイドレット（英語版）
- パティ - パム・ヘンリー
- テレビプロデューサー - リンダ・ソレンソン（英語版）
- ベビーシッター - エレーナ・クダバ
- スティーヴ - リチャード・レビエール
- ジャック・ピアソン - ウォルター・ジョージ・アルトン
- ジョエル・ブレア - スチュアート・ストーン

## スタッフ
- 監督：ローレンス・デーン（英語版）
- 製作：ロバート・ラントス（英語版）、スティーヴン・J・ロス
- 脚本：ローレンス・デイン、ロン・ベース
- 撮影：トム・バースティン
- 音楽：アーウィン・メイザー、ケヴィン・ベンソン
- 日本語字幕：戸田奈津子

## 映像ソフト
VHS
- ヘブンリー・ボディーズ（1988年4月25日、ビクターエンタテインメント CFX-6844）

レーザーディスク
- ヘブンリー・ボディーズ（1989年2月25日、SF078-1546）